# Perinereis macropus
Perinereis macropus är en ringmaskart som först beskrevs av Jean Louis René Antoine Édouard Claparède 1870.  Perinereis macropus ingår i släktet Perinereis och familjen Nereididae. Utöver nominatformen finns också underarten P. m. conodonta.